# Julia Lademann
Julia Ruth Lademann ist eine deutsche Krankenschwester, Fachbuchautorin und Pflegewissenschaftlerin. Sie lehrt als Professorin für Pflegewissenschaft und Gesundheitswissenschaften an der Frankfurt University of Applied Sciences.

## Werdegang
Lademann schloss 1983 eine Krankenpflegeausbildung ab und war anschließend etwa 15 Jahre in diesem Beruf tätig. Berufliche Stationen waren in Pirmasens, Maiz, Wiesbaden, Bremen und Bielefeld. Im Jahr 1996 schloss sie ein Hochschulstudium an der Universität Bremen als Diplom-Biologin ab. Anschließend studierte Lademann an der Fakultät für Gesundheitswissenschaften an der Universität Bielefeld. Im Jahr 2000 schloss sie ihr Studium mit dem Master of Public Health ab. Im Jahr 2006 promovierte Lademann mit dem Thema High-Tech Home Care. Pflegende Angehörige als NutzerInnen und LeistungserbringerInnen in der häuslichen Schwerstkrankenpflege an der Universität Bremen. Bis 2008 war sie an dieser Universität als Wissenschaftliche Mitarbeiterin am Institut für Public Health und Pflegeforschung beschäftigt. Zwischen 2008 und 2013 lehrte Lademann als Professorin für Pflegewissenschaft an der Fakultät für Angewandte Sozialwissenschaften an der Hochschule für angewandte Wissenschaften München. Seit 2013 ist sie als Professorin für Pflegewissenschaft und Gesundheitswissenschaften an der Frankfurt University of Applied Sciences tätig und leitet den Studiengang Pflege. An der Frankfurter Hochschule ist Lademann zudem Mitglied des Fachbereichsbeirats und Bibliotheksbeauftragte für die Lehreinheit Pflege und die historische Sondersammlung Pflege.

### Angewandte Pflegewissenschaft
Seit 2021 leitet sie hier gemeinsam mit Klaus Müller den Studiengang Angewandte Pflegewissenschaft. Mit der Einrichtung dieses dualen Bachelorstudiengangs, der von der Frankfurt University of Applied Sciences erstmals im Wintersemester 21/22 angeboten wurde, reagiert die Hochschule auf die neuen Lehrinhalte der Pflegeausbildung in Deutschland, die von der Fachkommission nach dem Pflegeberufegesetz im Zuge des Inkrafttretens des Pflegeberufegesetzes ausformuliert wurden.
Der Studiengang teilt sich in einen universitären und einen praktischen Part auf, in dem die Kenntnisse zur Pflege von Menschen vermittelt werden. Dieses Prinzip soll eine Weiterentwicklung des Pflegeberufes um akademische Inhalte ermöglichen, um den Herausforderungen zu begegnen, die infolge der zunehmenden Alterung der Bevölkerung auf das Gesundheitssystem Deutschlands zukommen. In diesem Zusammenhang werten die Leiter des Studiengangs das im Jahr 2017 inkraft getretene Pflegeberufegesetz als „Meilenstein“.

### Forschungsschwerpunkte
Lademann ist Mitglied des interdisziplinären Forschungszentrums Future Aging an der Frankfurter UAS.  Dieses interdisziplinär und berufsgruppenbergreifende Projekt erforscht Möglichkeiten, den Herausforderungen einer überalternden Gesellschaft zu begegnen. Weitere Schwerpunkte von Lademanns wissenschaftlicher Arbeit sind unter anderem die Akademisierung der Pflegeberufe, die Rolle von Frauen in der Care-Arbeit sowie die Perspektive von Angehörigen bei der Häuslichen Pflege schwersterkrankter Menschen.

### Engagement
Lademann vertritt das Bundesland Hessen in der Bundes-Dekanekonferenz Pflegewissenschaft, in der die Dekaninnen und Dekane der pflegewissenschaftlichen Fachbereiche sowie Vertreter pflegewissenschaftlicher Studiengänge organisiert sind. Bis 2023 gehörte sie wiederholt dem Vorstand an.

## Positionen
Lademann sieht in der Akademisierung der Pflege eine Chance, die Patientenversorgung zu verbessern, indem das bisherige Versorgerteam um weitere Akteure erweitert wird. Hierbei kommt ihrer Ansicht nach der Pflegewissenschaft in zweifacher Hinsicht eine wichtige Rolle zu: Zum einen werden durch die Pflegewissenschaft bereits angewendete praktische Konzepte und etablierte pflegerische Maßnahmen wissenschaftlich weiterentwickelt. Darüber hinaus gewinnt der Pflegeberuf nach Meinung Lademanns durch Akademisierung mehr gesellschaftliche Anerkennung, vor allem dadurch, dass Pflegekräfte durch das Studium in die Lage versetzt werden, sich argumentativ besser für die eigene Berufsgruppe einzusetzen. Anlässlich ihrer Wiederwahl in den Vorstand der Bundes-Dekanekonferenz Pflegewissenschaften, in der mehr als 60 pflegewissenschaftliche Forschungs- und Ausbildungsstätten organisiert sind, formulierte Lademann diesbezüglich: „Internationale Studien zeigen, dass hochschulisch ausgebildete Pflegefachpersonen nachweislich die pflegerische Qualität verbessern und den Pflegeberufen einen deutlichen Professionalisierungsschub geben.“

## Publikationen
Gemeinsam mit Christa Büker gibt Lademann seit 2018 die Lehrbuchreihe Bachelor Pflegestudium heraus, die im Kohlhammer Verlag erscheint.

### Bücher
- Moderne Pflege heute. Beruf und Profession zeitgemäß verstehen und leben, Kohlhammer (2018)
- Beziehungsgestaltung in der Pflege, Kohlhammer  (2019)
- Mathias Mertin und Irene Müller: Edukative Aktivitäten und Interventionen in der Pflege. Chronisch Kranke beraten, anleiten, schulen, Kohlhammer (2020)

Auf Basis ihrer Dissertation erschien im Jahr 2007 ein Fachbuch im Hogrefe Verlag:
- Intensivstation zu Hause. Pflegende Angehörige in High-Tech Home Care. Hogrefe Verlag, Bern 2007, ISBN 978-3-456-84488-6

Gemeinsam mit Sabine Weißflog, die an der Frankfurter UAS klinische Pflege mit dem Schwerpunkt Psychiatrie unterrichtet, veröffentlichte Lademann im Jahr 2021 ein Fachbuch im Kohlhammer Verlag:
- Verstehen in der psychiatrischen Pflege. Beiträge für erweiterte pflegewissenschaftliche Perspektiven. Kohlhammer Verlag, Stuttgart 2021, ISBN 978-3-17-039688-3

Beiträge zu Büchern
- mit Petra Kolip: Familie und Gesundheit in Handbuch Gesundheitswissenschaften. Beltz Juventa Verlag, Weinheim 2012, ISBN 978-3-7799-0797-8

Bücher als Herausgeberin
- mit Petra Kolip: Frauenblicke auf das Gesundheitssystem. Frauengerechte Gesundheitsversorgung zwischen Marketing und Ignoranz. Beltz Juventa Verlag, Weinheim 2010, ISBN 978-3-7799-2236-0